# Высоковский сельский совет (Бериславский район)
Высоковский сельский совет (укр. Високівська сільська рада) — входит в состав
Бериславского района
Херсонской области
Украины.
Административный центр сельского совета находится в 
с. Высокое
.

## История
- 1928 — дата образования.

## Населённые пункты совета
- с. Высокое
- с. Львовские Отрубы
- п. Матросовка
- с. Таврийское